# Hermann Riedesel zu Eisenbach (1682–1745)

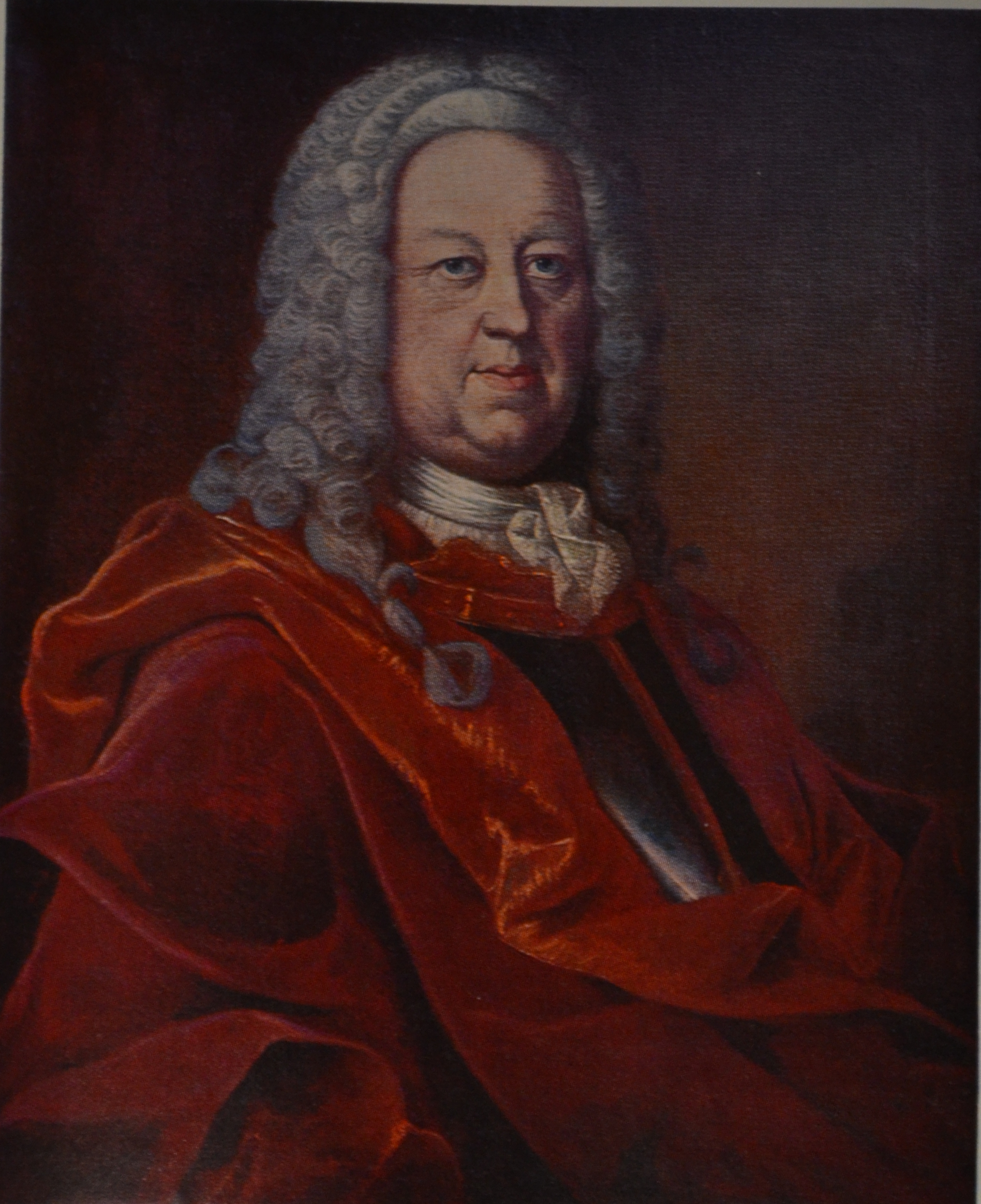
Hermann Riedesel zu Eisenbach

Hermann XVIII. Riedesel zu Eisenbach (* 11. Juni 1682; † 10. Mai 1745) war Burggraf der Reichsburg Friedberg und ab 1734 Erbmarschall der hessischen Landgrafen.

## Leben
Freiherr Hermann XVIII. Riedesel zu Eisenbach stammte aus dem Eisenbacher Zweig der Familie Riedesel. Er war Sohn von Georg XII. Riedesel zu Eisenbach (1647–1704) und dessen Frau Maria geb. von Bodenhausen (1662–1711), die der Vater 1680 geheiratet hatte. Sein Großvater väterlicherseits war der hessische Erbmarschall Johann Riedesel zu Eisenbach (1607–1676).
Er besuchte die Akademie in Marburg und studierte an den Universitäten Gießen und Utrecht Rechtswissenschaften. Nach dem Studienabschluss bereiste er die Vereinigten und die Österreichischen Niederlande und kehrte dann auf Schloss Eisenbach zurück.
Nach dem Tod des Vaters trat er 1704 als Hofjunker und Kornet bei der Leibgarde in den Militärdienst der Landgrafschaft Hessen-Kassel. 1708 berief ihn Landgraf Ernst Ludwig von Hessen-Darmstadt als Regierungsrat und Kammerjunker nach Darmstadt.
Am 22. Dezember 1711 nahm er an der Kaiserkrönung Karls VI. in Frankfurt am Main teil. 1712 wurde er zum Oberamtmann im Oberamt Darmstadt ernannt.
Gemeinsam mit dem sachsen-eisenachischen Hofmarschall Adolf Hermann Riedesel zu Eisenbach führte er die Verhandlungen des Samthauses Riedesel mit der Landgrafschaft Hessen-Darmstadt und war maßgeblich an dem Staatsvertrag beteiligt, der als Ergebnis am 4. März 1713 geschlossen wurde.
1714 war er anlässlich der Krönung von König Georg I. gemeinsam mit dem landgräflichen Erbprinzen in diplomatischer Mission in London. 1717 wurde er zum Geheimen Regierungsrat ernannt. Von 1727 bis zu seinem Tod war er Burggraf von Friedberg.
Mit dem Titel eines Wirklichen Geheimen Regierungsrates wurde er 1728 Mitglied der Landesregierung  in Darmstadt und zugleich Oberamtmann der Grafschaft Nidda, einem zur Landgrafschaft Hessen-Darmstadt gehörigen Verwaltungsbezirk. 1731 war er subdelegierter Commissarius der kaiserlichen Sequestrationskommission in Pfalz-Zweibrücken.
Im Jahr 1734 wurde er, nunmehr ältester männlicher Riedesel, Erbmarschall der hessischen Landgrafschaften. Nach seinem Tod ging dieser Titel auf seinen Vetter Hermann Riedesel zu Eisenbach (1682–1751) über.
Auch wurde er Kurator der Landesuniversität Gießen.

## Familie
Hermann XVIII. Riedesel heiratete am 21. Oktober 1711 Anna Metta Catharina Riedesel zu Eisenbach (* 1691; † 1747). Aus der Ehe gingen vier Töchter und die Söhne Hermann (1712–1773) und Georg Ludwig (1725–1800) hervor. Georg Ludwig wurde später selbst Erbmarschall. Die Töchter waren: Abba Catharina (1713–1755), Sidonia (1714–1759), die 1736 Adam Heinrich Gottlob von Lichtenstein auf Lahm heiratete, Anna Margaretha (* 1728), die Dietrich Johann Ehrenreich von Redwitz heiratete, und Hedwig Amalia (1729–1734).